# ウィリアム・オブライエン (第4代インチクィン伯爵)

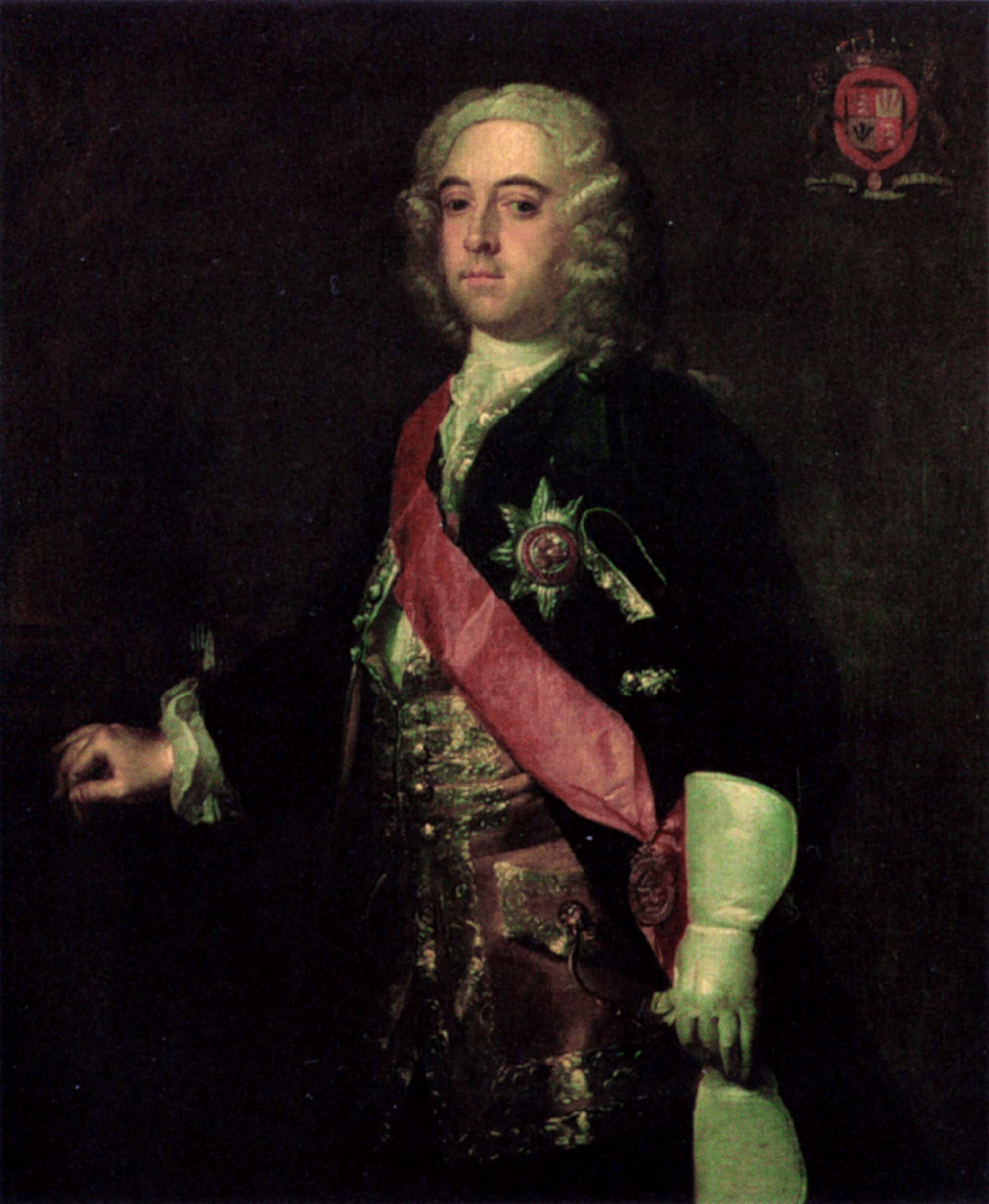
1720年ごろの肖像画

第4代インチクィン伯爵ウィリアム・オブライエン（英: William O'Brien, 4th Earl of Inchiquin, KB PC (Ire)、1700年 - 1777年7月18日）は、アイルランドの貴族でイギリスの政治家。

## 経歴
1700年にアイルランド貴族第3代インチクィン伯爵ウィリアム・オブライエンとその妻メアリー(旧姓ヴィリアーズ)の長男として生まれる。
1719年12月24日にインチクィン伯爵以下3つのアイルランド貴族爵位を継承した。
グレートブリテン貴族爵位は保有していないため、グレートブリテン王国議会庶民院の議員選挙への立候補が可能であり、1722年から1727年までウィンザー選挙区、1727年から1734年までタムワース選挙区、1741年から1747年までキャメルフォード選挙区、1747年から1754年までアイルズベリー選挙区から選出されてホイッグ党所属の庶民院議員を務めた。 
1740年から1741年にかけてはフリーメイソンのイングランド・首位グランドロッジのグランドマスターを務めた。
1741年から死去までクレア県総督(Governor of County Clare)、1762年から1767年までクレア県主席治安判事(Custos Rotulorum of County Clare)を務めた。、また1744年から1751年にかけてはフレデリック皇太子の寝室侍従(Bedchamber)を務めた。1753年にアイルランド枢密顧問官に列する。
1777年7月18日に男子相続人がないまま死去した。爵位は甥にあたるマーロウ・オブライエンに継承された。マーロウは後にトモンド侯爵に叙せられる。

## 栄典

### 爵位
- 1719年12月24日、4代インチクィン伯爵 (4th Earl of Inchiquin, 1634年創設アイルランド貴族)
- 1719年12月24日、9代インチクィン男爵 (9th Baron of Inchiquin, 1543年創設アイルランド貴族)
- 1719年12月24日、4代クレア県におけるバレンのオブライエン男爵 (4th Baron O'Brien of Burren, in the County Clare, 1634年創設アイルランド貴族)[2]

### 勲章
- 1725年、バス騎士団(勲章)ナイト[1]

## 家族
1720年にスコットランド貴族初代オークニー伯爵ジョージ・ダグラス＝ハミルトンの長女である第2代オークニー女伯爵アンと結婚し、彼女との間に一人娘メアリーを儲けた。
アイルランド貴族爵位のインチクィン伯爵位は男系男子のみに継承されるのでメアリーに継承させることはできなかったが、妻アンが有するスコットランド貴族爵位のオークニー伯爵位は男子なき場合の女系継承が可能なのでメアリーが第3代オークニー女伯爵位を継承している。なおメアリーはインチクィン伯爵位を継承したマーロウ・オブライエンと結婚している。